# Трипена
Трипена (нем. Tryppehna) — деревня в Германии, в земле Саксония-Анхальт, входит в район Йерихов в составе городского округа Мёккерн.
Население составляет 271 человек (на 31 декабря 2007 года). Занимает площадь 10,66 км².

## История
Первое упоминание о поселении относится к 992 году.
1 января 2009 года, после проведённых реформ, коммуна Трипена была включена в состав городского округа Мёккерн, а управление Мёккерн-Флеминг было упразднено.

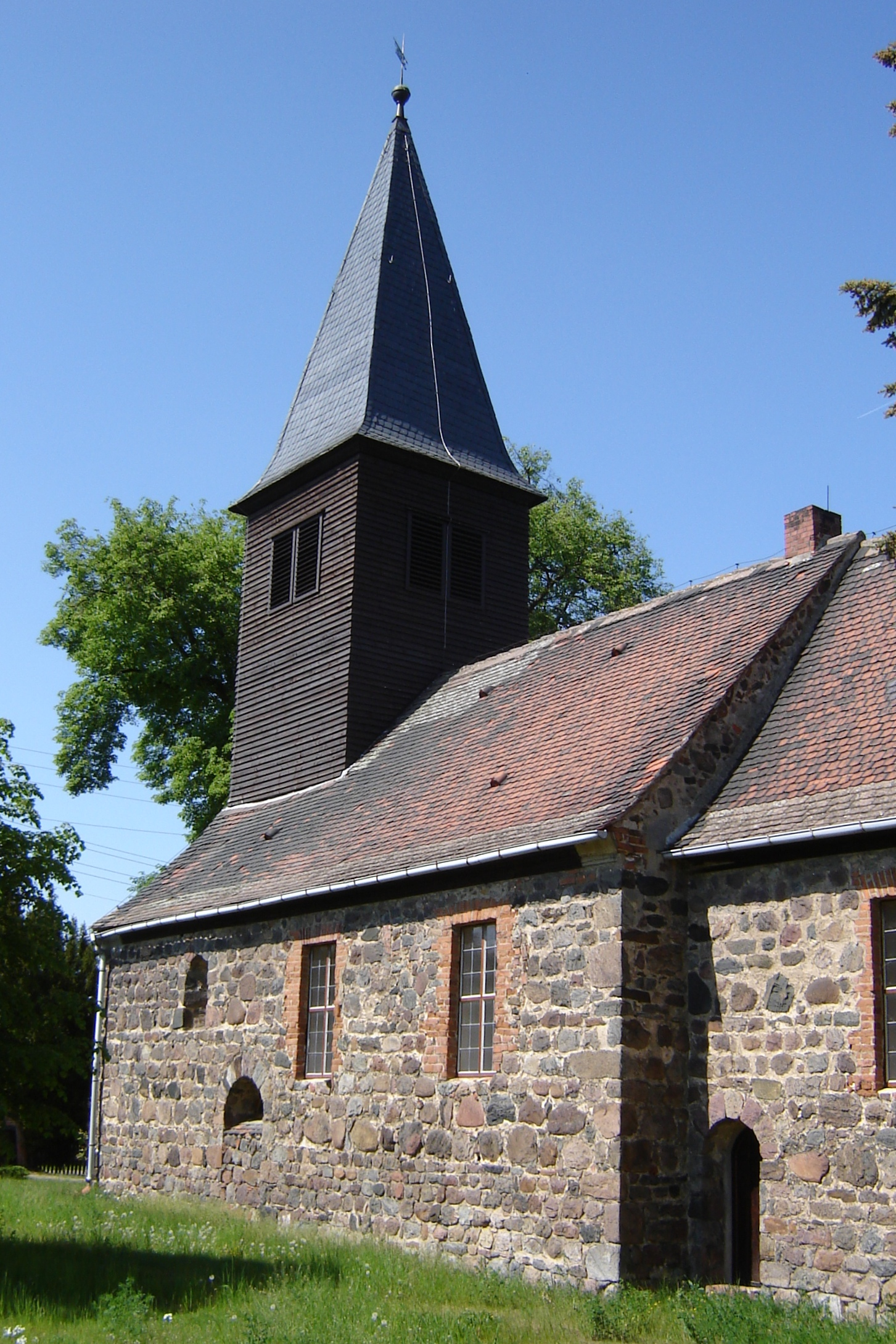
Церковь в Трипене